# Заградовская волость
Заградовская волость — административно-территориальная единица Херсонского уезда Херсонской губернии.
По данным поземельной переписи 1877 года состояла из 8 поселений, 8 сельских общин. Население 3332 человека (1640 мужского пола и 1692 женского), 577 дворовых хозяйств.
|                       | Площадь, десятин | В том числе пахотной, десятин |
| --------------------- | ---------------- | ----------------------------- |
| Сельских общин        | 4038             | 3652                          |
| Частной собственности | 10 723           | 700                           |
| Другой собственности  | 219              | 120                           |
| Всего                 | 14 980           | 4472                          |

Самые большие поселения волости:
- Заградовка (Загрядовка) — село при реке Ингулец в 117 верстах от уездного города, 1105 человек, 185 дворов, церковь православная, школа, 2 лавки, ярмарка в день Троицы, переправа через Ингулец.
- Блакитное — село при реке Ингулец, 507 человек, 96 дворов.
- Ивановка — село при балке Донская Кобылка, 326 человек, 56 дворов, церковь православная.